# Músculos lumbricales de la mano
Los músculos lumbricales de la mano (lumbricales) son cuatro músculos que se encuentran en la región palmar media, entre los tendones del flexor profundo, enumerados de fuera a dentro 1.º, 2.º, 3.º y 4.º.
Se insertan por arriba en los tendones del flexor profundo y por abajo en los músculos extensores de los dedos 2.º, 3.º, 4.º y 5.º.
Son flexores de la primera falange y extensores de las otras dos.

## Inervación
Los inerva el nervio mediano para el primero y segundo; y la rama profunda del ulnar para el tercero y cuarto.

## Irrigación
Son vascularizados por la irrigación del arco palmar superficial.
- Datos: Q1394547
- Multimedia: Lumbrical muscles of the hand / Q1394547